# Fort Sheridan
Fort Sheridan era un'installazione dell'esercito degli Stati Uniti situata nello stato dell'Illinois. Inizialmente era conosciuto come Camp Highwood ma, dopo la guerra di secessione americana, prese il nome del Generale di cavalleria Philip Henry Sheridan.